# Okręgowe rozgrywki w piłce nożnej woj. warmińsko-mazurskiego (2019/2020)
Okręgowe rozgrywki w piłce nożnej województwa warmińsko-mazurskiego prowadzone są przez Warmińsko-Mazurski Związek Piłki Nożnej, rozgrywane są na czterech poziomach ligowych z podziałem na grupy. 
Drużyny z województwa warmińsko-mazurskiego występujące w ligach centralnych i makroregionalnych:
- Ekstraklasa - brak
- I liga - Stomil Olsztyn
- II liga - Olimpia Elbląg
- III liga - Huragan Morąg, Sokół Ostróda, Znicz Biała Piska, Concordia Elbląg

Rozgrywki okręgowe
- IV Liga (V poziom rozgrywkowy)
- Klasa Okręgowa - 2 grupy (VI poziom rozgrywkowy)
- Klasa A - 4 grupy (VII poziom rozgrywkowy)
- Klasa B - 4 grupy (VIII poziom rozgrywkowy)

## IV liga
| Lp. | Drużyna                    | M  | Z  | R | P  | Bramki | Bramki | Różn. | Pkt | Uwagi             |
| --- | -------------------------- | -- | -- | - | -- | ------ | ------ | ----- | --- | ----------------- |
| 1   | GKS Wikielec (A)           | 17 | 17 | 0 | 0  | 64     | 10     | +54   | 51  | Awans do III ligi |
| 2   | Jeziorak Iława             | 17 | 12 | 1 | 4  | 52     | 17     | +35   | 37  |                   |
| 3   | Stomil II Olsztyn          | 17 | 12 | 0 | 5  | 44     | 21     | +23   | 36  |                   |
| 4   | Motor Lubawa               | 17 | 8  | 4 | 5  | 27     | 26     | +1    | 28  |                   |
| 5   | Mamry Giżycko              | 17 | 9  | 1 | 7  | 42     | 29     | +13   | 28  |                   |
| 6   | Mrągowia Mrągowo           | 17 | 9  | 1 | 7  | 43     | 25     | +18   | 28  |                   |
| 7   | Polonia Lidzbark Warmiński | 17 | 9  | 0 | 8  | 24     | 28     | −4    | 27  |                   |
| 8   | Mazur Ełk                  | 16 | 6  | 3 | 7  | 26     | 28     | −2    | 21  |                   |
| 9   | Pisa Barczewo              | 17 | 6  | 2 | 9  | 24     | 38     | −14   | 20  |                   |
| 10  | Granica Kętrzyn            | 17 | 5  | 3 | 9  | 25     | 52     | −27   | 18  |                   |
| 11  | Błękitni Orneta            | 16 | 5  | 3 | 8  | 22     | 44     | −22   | 18  |                   |
| 12  | Olimpia II Elbląg          | 17 | 5  | 3 | 9  | 34     | 29     | +5    | 18  |                   |
| 13  | Zatoka Braniewo            | 17 | 5  | 2 | 10 | 21     | 38     | −17   | 17  |                   |
| 14  | MKS Korsze                 | 16 | 4  | 4 | 8  | 22     | 33     | −11   | 16  |                   |
| 15  | Tęcza Biskupiec            | 17 | 5  | 0 | 12 | 22     | 46     | −24   | 15  |                   |
| 16  | Warmia Olsztyn             | 16 | 3  | 1 | 12 | 17     | 45     | −28   | 10  |                   |

- mecze 17. kolejki MKS Korsze - Mazur Ełk i Warmia Olsztyn - Błękitni Orneta uznano za nierozegrane bez przyznawania punktów

## Baraże o IV ligę
- Rominta Gołdap - Olimpia Olsztynek (w Mrągowie) 1:3

## Klasa okręgowa

### grupa I
- awans: Błękitni Pasym
- spadek: brak

- mecz 17. kolejki Vęgoria Węgorzewo - Rominta Gołdap uznano za nierozegrany bez przyznawania punktów

### grupa II
- awans: GSZS Rybno, Olimpia Olsztynek
- spadek: brak

- mecze: 16. kolejki Ewingi Zalewo - Tęcza Miłomłyn oraz 17. kolejki Barkas Tolkmicko - Ewingi Zalewo i Tęcza Miłomłyn - GKS Stawiguda uznano za nierozegrane bez przyznawania punktów

## Baraże o klasę okręgową
nie odbyły się

## Klasa A

### grupa I
- awans: Jurand Barciany
- spadek: brak

### grupa II
- awans: brak (Pomowiec Gronowo Elbląskie zrezygnował z awansu)
- spadek: brak

### grupa III
- awans: MKS Jeziorany
- spadek: brak

### grupa IV
- awans: Radomniak Radomno
- spadek: brak

## Klasa B

### grupa I
- awans: Rona 03 Ełk, Olimpia Miłki

### grupa II
- awans: Wałsza Pieniężno, Zagłada Lisów

### grupa III
- awans: MGKS Miłakowo (Tęcza II Biskupiec wycofała się po sezonie z rozgrywek)

### grupa IV
- awans: Wicher Gwiździny, Avista Łążyn

## Wycofania z rozgrywek
Huragan II Morąg, SKF Kunki, Kormoran Purda, FC II Dajtki Olsztyn, Sokół II Ostróda

## Nowe zespoły
Stomil II Olsztyn, Rona 03 Ełk, Juksty Muntowo, Victoria II Bartoszyce, Naki Olsztyn, Huragan Byszwałd, Błękitni Stary Olsztyn, Tempo II Ramsowo/Wipsowo, MKS Miłakowo, Warmia Elbląg,